# 普萊森頓鎮區 (密歇根州)
普萊森頓鎮區（英語：Pleasanton Township）是位於美國密歇根州馬尼斯蒂縣的一個行政鎮區。

## 地方資料
普萊森頓鎮區的面積為91.80平方千米，當中陸地面積為86.90平方千米，而水域面積為4.90平方千米。根據2020年美國人口普查的數據，當地共有人口870人，而人口密度為每平方千米9.48人。